# Rivière Landrienne
Pour les articles homonymes, voir Landrienne.
La rivière Landrienne est un affluent de la rivière Harricana, coule dans Landrienne (canton Landrienne), dans la municipalité régionale de comté (MRC) de Abitibi, dans la région administrative du Abitibi-Témiscamingue, au Québec, au Canada.
La foresterie et l'agriculture ont les activités principales de ce bassin versant. Les activités récréotouristiques et les mines arrivent en second rang. Dès 1918, un contingent de pionniers se sont établis le long du chemin de fer du Transcontinental, dans un territoire à environ 12 km à l'est de la ville abitibienne d'Amos et au nord de La Corne. Ils provenaient de la Mauricie, surtout de Sainte-Thècle et de Saint-Prosper-de-Champlain. Au début de la période de colonisation, ils étaient approvisionnés en matériel par les familles restant en Mauricie grâce au chemin de fer.
La surface de la rivière Landrienne est généralement gelée de la mi-décembre à la mi-avril.

## Géographie

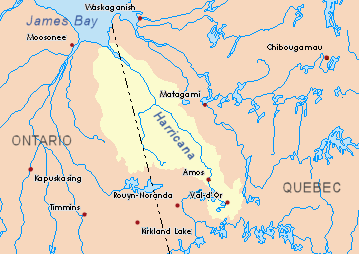
Bassin versant de la rivière Harricana.

Les bassins versants voisins de la rivière Landrienne sont :
- côté nord : rivière Harricana, rivière Obalski, lac Obalski ;
- côté est : rivière Laine, rivière Vassan ;
- côté sud : rivière Harricana, rivière La Corne, rivière Laine, rivière Peter-Brown, lac La Motte, lac Malartic ;
- côté ouest : lac La Motte, rivière Harricana.

La rivière Landrienne tire sa de ruisseaux forestiers, situé dans la municipalité de Landrienne.
À partir de sa source, la rivière Landrienne coule sur environ 40 km pour se déverser à l'extrémité nord du lac Figuery que la rivière Harricana traverse.

## Toponymie
Dans ce secteur du nord-ouest québécois, ce terme « Landrienne » s'applique au canton, à la municipalité et à la rivière.
Le canton de Landrienne a été proclamé le 16 décembre 1936. La paroisse catholique a été érigée canoniquement en 1919 sous la dénomination de Saint-Barnabé-de-Landrienne et la municipalité de canton de Landrienne a été érigée civilement en 1920.
L'hydronyme rivière Landrienne évoque l'œuvre de vie d'un commissaire de la Marine, Jean-Marie Landriève des Bordes (1712-1778), inspecteur et contrôleur administratif de la fin du Régime français. Son patronyme a été changé en Landrieffe, puis Landrienne. Il arrive en Nouvelle-France peu avant 1740 ; et en 1760, Vaudreuil le désigne pour veiller sur les affaires du roi. Finalement, il rentre en France en 1765, soit après la conquête anglaise de 1760.
Le toponyme « Rivière Landrienne » a été officialisé le 5 décembre 1968 à la Commission de toponymie du Québec, soit lors de sa fondation.